# Donald Rope
Donald Rope (* 2. Februar 1929 in Winnipeg, Manitoba; † 28. Juli 2009 in Cambridge, Ontario) war ein kanadischer Eishockeyspieler. Seine Tochter Patricia Rope nahm als Turnerin an den Olympischen Sommerspielen 1976 in Montréal teil. 

## Karriere
Donald Rope besuchte die University of Toronto, an der er ein Studium auf Lehramt abschloss. Anstatt eine Karriere als professioneller Eishockeyspieler einzuschlagen, arbeitete er bis zu seiner Pension 1987 als Lehrer. Während seiner Zeit als Lehrer war er äußerst engagiert und beteiligte sich an mehreren Sportprogrammen. Er selbst spielte Amateureishockey und repräsentierte Kanada mit den Kitchener-Waterloo Dutchmen bei den Olympischen Winterspielen 1956 und 1960. 

### International
Für Kanada nahm Rope an den Olympischen Winterspielen 1956 in Cortina d’Ampezzo sowie 1960 in Squaw Valley teil. Bei den Winterspielen 1956 gewann er mit seiner Mannschaft die Bronze-, bei den Winterspielen 1960 die Silbermedaille. 

## Erfolge und Auszeichnungen
- 1956 Bronzemedaille bei den Olympischen Winterspielen
- 1960 Silbermedaille bei den Olympischen Winterspielen